# Koninklijke Marine
Koninklijke Marine (Den kongelige marine) er Hollands flåde. Den Hollandske marine består af tre dele: Flåden, marineinfanteriet og kystvagten. Fra den 1. januar 1996 har den hollandske og og belgiske flåde haft et fælles hovedkvarter i flådebasen Den Helder.
På hollandsk er skibene givet præfikset "Hare Majesteits" ("hendes majestæts", forkortet "Hr.Ms.") eller "Zijne Majesteits" ("hans majestæts", forkortet "Zr.Ms."). På engelsk er præfikset "HNLMS" for "Her/His Netherland Majesty's Ship".

## Historie

### Begyndelsen
I begyndelsen bestod den hollandske flåde primært af private initiativer. Rige handelsmænd og  myndigheder i havnene langs Nederlandenes kyst udrustede skibe allerede i det 15. århundrede for at beskytte sig mod pirater og bekæmpe konkurrenter. Beskyttelse kunne være at lade handelsskibene sejle i konvoj eller lade handelsskibene bevæbne. Ved angreb kunne man tage fjendtlige skibe med magt. Det var meget benyttet af de hollandske myndigheder, som uddelte kaperbreve i krigstid. De tillod hollandske kaptajner at angribe fjendtlige skibe og om muligt erobre deres last. Den kunne de så sælge for egen vinding.
De centrale myndigheder forsøgte uden held at holde opsyn med disse private flåder. Maximilian af Østrig udsendte et dekret den 8. januar 1488, hvorved forløberen for den hollandske flåde blev formet. Flådens rolle var dermed cementeret som et legalt middel for myndighederne, og landets forsvar til søs var flådens ansvar. Ansvaret for flåden blev lagt i hænderne på en admiral, der var udpeget af regenten. Flere provinser fortsatte dog med deres egne private flåder uden admiralens vidende.

### Stormagtstiden
Firsårskrigen (1568-1648) resulterede i en forbedret kommandostruktur i den hollandske flåde. Regeringen i den nyetablerede republik oprettede fem admiraliteter (de Maze, Amsterdam, Zeeland, Noorderkwartier og Friesland), som havde kontorer i Rotterdam, Amsterdam, Middelburg, Hoorn, Enkhuizen og Dokkum (senere Harlingen).
I det 17. århundrede var den hollandske republik involveret i mange krige, adskillige til søs. Den hollandske flådes hovedopgave var at beskytte hollandske handelsruter overalt i verden, og om nødvendigt forhindre invasion fra søsiden på hollandske territorier.
Til 1648 var Spanien den største fjende. En hollandsk flåde ødelagde størstedelen af en stor spansk flåde, mens den blev bygget i Gibraltar i 1607. Andre opgaver lød på at blokere havnen i Antwerpen og den flamske kyst for at forhindre forsyninger i at nå frem til de spanske soldater. Desuden var en vigtig opgave at eskortere hollandske handelsskibe i Østersøen.
I det 17. århundrede blev hollandsk rigdom og maritim ekspansion kilden til stor misundelse i Europa og især i England. Da de engelske navigationsakter i 1651 blev offentliggjort, var det bestemt, at kun engelske skibe måtte bringe varer til England og dets kolonier. Det var et hårdt slag for Holland som stod til at miste meget handel. Resultatet var den første engelsk-hollandske krig 1652–54, hvor de engelske skibe koncentrerede deres kapervirksomhed mod den hollandske handelsflåde. Et eksempel er slaget ved Dungeness i december 1652, hvor det lykkedes Maarten Tromp at holde kanalen åben for hollandske handelsskibe. I den anden engelsk-hollandske krig 1664-67 var der fem store slag, næsten alle i engelsk farvand. Det var under den, at slaget ved Chatham fandt sted i 1667. Det omtales som et af de største nederlag til en engelsk flåde nogensinde. Den tredje engelsk-hollandske krig 1672-74 var faktisk en sammensværgelse mellem Frankrig, England, Køln og Münster om at angribe Holland og sætte en stopper for landets ambitioner til søs.
Selv om Hollands flåde var verdens største, fik den kombinerede franske og engelske flåde hurtigt den hollandske flåde til at fortrække til en mere defensiv position. På grund af Michiel de Ruyters dygtighed med ryggen mod muren, lykkedes det at tilføje begge flåder så megen skade i tre næste slag, at en invasion blev afblæst. Traktaten i Westminster i 1674 markerede slutningen på handelskrigen mellem England og Holland. En ny æra begyndte i 1688 da en anglo-fransk alliance var nært forestående. Den hollandske statholder Vilhelm 3. satsede alt og sejlede til England med en stor flåde. Han gik i land i Brixhan i Devon, hvorfra han marcherede til London. I London væltede han sin svigerfar Jakob 2. med sine store styrker. Vilhelm udråbte sig selv som konge af England, og gjorde med et slag sin største rival til søs til sin allierede. I de næste 25 år bekrigede de hollandske og britiske styrker Frankrig, som var på sit højdepunkt under Ludvig 14. Krigen til søs skiftede fokus fra Nordsøen og den Engelske Kanal til den franske kyst og Middelhavet. Ved slutningen af den Spanske Arvefølgekrig i 1713 endte krigene med Frankrig.
Ved begyndelsen af det 17. århundrede var den hollandske flåde forstærket med handelsskibe, der var udrustet som krigsskibe i tidligere konflikter. Linjeskibstaktikken øgede behovet for skibe med større manøvreevne, fart og erfarne besætninger. I 1653 besluttede den hollandske regering at bygge 60 skibe, og ti år efter 60 mere. Republikkens flagskib De Zeven Provinciën havde 96 kanoner, til sammenligning havde det britiske HMS Victory, som er bygget et århundrede senere, kun otte mere.
Med omkring 4.000 søfolk var den hollandske flåde relativ lille i fredstid. I krigstid blev adskillige tusinde hvervet. Admiralerne og kaptajnerne var selv ansvarlige for at samle besætninger til deres skibe. Normalt blev en besætning kun hyret for et enkelt togt, bortset fra officererne. Efter det tidlige 17. århundrede ansatte den hollandske flåde erfarne kaptajner i længere perioder. De var ansvarlige for proviant, og hvis de købte proviant for færre midler end myndighederne tildelte, kunne de beholde resten. En skruppelløs kaptajn kunne på denne måde skabe sig en formue i fredstid.
Besætningerne boede hovedsageligt i havnebyerne. I 1665 kom marineinfanterister på skibene, de blev senere til det berømte og berygtede Korps Mariniers.

### Nedgangstiden og fransk dominans
Den hollandske republik begyndte sin nedgangstid i 1713. I slutningen af 1800-tallet var flåden ikke længere i stand til at forsvare sig mod den franske flåde og endnu mindre mod Royal Navy. Et ambitiøst nybygningsprogram i 1780 kunne ikke forhindre den fjerde engelsk-hollandske krig 1780-84. Ved fredsslutningen i Paris måtte Holland tillade engelske skibe fri passage til Fjernøsten. Det betød, at Storbritannien nu var den ubestridte stormagt på verdenshavene.
Adskillige reformer i den hollandske marine sete efter den Bataviske Revolution i 1795. De føderale decentraliserede kommandoer blev erstattet af en central overkommando i Haag. De fleste krigsskibe forblev i tørdok, men nogle skibe fulgte dog den flygtende statholder Vilhelm 5. til Storbritannien. Skibene, der sejlede i Østasien, tilsluttede sig senere Vilhelm 5.'s styrker.
Efter en flådestyrke overgav sig ved Saldanhabugten (1796), nederlaget ved slaget ved Camperdown (1797) og overgivelsen af flåden ved Vlieter-episoden i 1799, var det enden for den Bataviske flåde.

### Kolonierne
I 1813 genvandt Holland sin selvstændighed fra Frankrig og den 7. december 1813 var den hollandske flåde endnu engang en del af Hollands væbnede styrker. Eftersom Holland var blevet et kongedømme var flåden nu berettiget til at bære prædikatet Koninklijke (kongelig), dette skete dog ikke før 1905. Den hollandske flåde havde i det 19. århundrede oplevet en konstant mandskabsmangel, hvilket gjorde det nødvendigt at hverve besætninger fra Hollands kolonier; dette forøgede mandskabet fra 5.000 mand i 1850 til over 10.000 i 1900. I 1917 indgik de første fly i flåden. De første kvinder blev ansat i 1944, men kunne først gøre egentlig kamptjeneste i 1980.
Efter linjeskibenes bortgang blev der skabt en hel række nye skibsklasser og -typer. Opfindelsen af skibsskruen resulterede i stor brug af dampdrevne skibe. Træ blev erstattet af stål. Udviklingen af kanonerne betød forbedret rækkevidde og nøjagtighed. Omkring 1900 tilføjede miner og torpedoer en ny dimension til søkrigsførelsen.
Mellem 1783 og 1789 var flådestyrker sendt til Asien for at støtte det Hollandske Ostindiske kompagni. Efter det Ostindiske Kompagnis konkurs ændredes flådens prioriteter og omkring 1850 var omkring tres procent af flåden i området. Udover koloniflåden var der også en regeringsflåde, der varetog administrative og civile opgaver.

### 2. verdenskrig og tabet af kolonier
Efter Nazi-Tysklands besættelse af Holland i begyndelsen af den 2. verdenskrig lå alle hollandske baser i allierede lande. Den hollandske flåde havde hovedkvarter i London og mindre hovedkvarterer i Ceylon og Australien.
Hollandske flådeenheder beskyttede troppetransportskibe i hele verden. De stod for eskortetjeneste og angreb fjendtlige mål under Operation Dynamo (1940) og Operation Overlord (1944). Under krigen ledg flåden store tab, specielt under forsvaret af Hollandsk Ostindien mod Japan i Slaget i Javahavet i februar 1942. Admiralen Karel Doorman gik ned med de fleste af sine skibe og 2.300 mand.
Efter krigen var relationerne mellem Holland og dets kolonier drastisk ændret. Etableringen af Republikken Indonesien to dage efter den japanske kapitulation ødelagde de hollandske ønsker om at genetablere deres autoritet i den tidligere koloni. Efter fire års krig anerkendte Holland endelig Indonesiens selvstændighed. I 1962 truede Indonesiens præsident Sukarno med invasion af den vestlige del af Ny Guinea for at gøre den til en indonesisk provins. Ny Guinea hørte endnu under Holland, der var i gang med forhandlinger om Ny Guineas selvstændighed. Indonesien var udstyret med moderne militærudstyr fra Sovjetunionen. Holland overdrog efter pres fra USA territoriet til et midlertidig FN-organ (UNITEA), som i 1963 overdrog territoriet til Indonesien.

### Den kolde krig og NATO
I tiden omkring NATO's grundlæggelse var fokus i Holland på hæren og luftvåbnet. Det var først under Koreakrigen (1950-53), at der kom mere opmærksomhed på marinen. Regeringen tillod oprettelsen af en alsidig flåde på to eskadrer. Ud over hangarskibet Hr.Ms. Karel Doorman bestod den hollandske flåde af to krydsere (De Ruyter-klassen), 12 destroyere (otte Friesland-klassen, fire Holland-klassen), seks fregatter (van Speijk-klassen), otte ubåde og et stort antal minestrygere.
Holland udviklede sin forsvarspolitik i tæt samarbejde med andre NATO-medlemmer. Etableringen af Warszawapagten i 1955 gjorde våbenkapløbet mellem øst og vest tæt og intenst. Nye opfindelser dukkede op med korte mellemrum; udbredelsen af radar, sonar og missiler var især interessante fra et maritimt synspunkt. Den sovjetiskdominerede Warszawapagt var, på trods af fred, anset for en permanent fjende. Det tillod NATO at deployere sine styrker i langstrakte strategier, da fjenden allerede var erkendt. Fra 1965 bidrog Holland til NATO's stående flådestyrke som Standing Naval Force Atlantic (STANAVFORLANT). I 1960'erne ændrede Sovjetunionen den traditionelle landbaserede strategi til en fleksibel flåde med mange ubåde og et hangarskib, der kunne slå til overalt i verden. NATO's flådestyrkers primære opgave var at holde forbindelseslinjerne over Atlanten mellem Nordamerika og Europa.

### Nutiden
Efter Berlinmurens fald i november 1989 ændredes den internationale militære situation sig drastisk. Overalt i verden udbrød nye konflikter, og det tidligere tydelige skel mellem ven og fjende begyndte langsomt at forsvinde. NATO omstrukturerede sine mål og kunne yde langt større bidrag til FN's fredsbevarende styrker. Fra 1990 har hollandske flådeenheder været involveret i konflikter i Cambodja, Eritrea, Etiopien, Irak, Afghanistan og Libanon. Desuden deltog de i Golfkrigen og krigene i Jugoslavien. Den hollandske flådes mål var således ændret fra en decideret kampstyrke til en fredsbevarende og fredsskabende styrke.

## Struktur
Chefen for Koninklijke Marine er efter en reform i 2005 Commandant Zeestrijdkrachten (forkortet: CZsk) og er viceadmiral. Samtidig bærer han også titlen Admiral Benelux som øverste chef i det tætte samarbejde mellem den hollandske flåde og Composante Maritime (den belgiske flåde). I fredstid hører den belgiske flådes operative styring  under den hollandske overkommando.
Under CZsk hører chefen for den caribiske marinekommando (Commandant der Zeemacht in het Caraïbisch Gebied) og chefen for marinekorpset (Commandant van het Korps Mariniers).

### Eskadreskibe (Groep Eskaderschepen)
- 4× De Zeven Provinciën-klassen
- 4× Holland-klassen
- 2× Karel Doorman-klassen
- 2× Rotterdam-klassen
- A836 Amsterdam

### Ubådstjenesten (Onderzeedienst)
- 4× Walrus-klassen

### Hydrografitjenesten (Dienst der Hydrografie)
- 2× Snellius-klassen

### Minetjenesten (Mijnendienst)
- 10× Alkmaar-klassen

### Marineflyvetjenesten (Marine Luchtvaartdienst)
Tjenesten blev nedlagt i 2008 og alle flådens og hærens helikoptere blev overført til Defensie Helikopter Commando (DHC), som skal tage sig af alle helikopteroperationer og "låne" sine helikoptere ud til de forskellige værn efter behov. Flåden afleverede 21  Westland Lynx til DHC. De 21 Lynx helikoptere skulle efter planen erstattes af 20 NHI NH90. Efter planen skulle helikopterne være leveret fra 2010, men forsinkelser i produktionen har udskudt leveringsdatoen.

### Marineinfanteriet (Korps Mariniers)
- 2× Marineinfanteribataljoner (1+2MARNSBAT)
- 1× Amfibiekampstøttebataljon (AMFGEVSTBAT)
- 1× Logistisk amfibiebataljon (AMFLOGBAT)

### Kystvagten (Kustwacht)
Kystvagten er i Holland underlagt marinen. Den udfører opgaver for syv ministerier, men er under marinens kontrol. Der er konstant to fly af typen Dornier 228 til rådighed bemandet af piloter fra marinen og luftvåbnet. Det hollandske luftvåben er ansvarligt for vedligeholdelsen af flyene. Flyene bruges også til SAR-opgaver og andre opgaver for staten. Her kan også benyttes en privat Sea King helikopter.
Kystvagten ved de Nederlandske Antiller er en selvstændig enhed under den caribiske marinekommando.

### Baser
- Holland
  - Amsterdam: Flådestation
  - Den Helder: Flådens overkommando og flådestation
  - Doorn: Hovedkvarter og kaserne for Korps Mariniers
  - Rotterdam: Flådestation, Korps Mariniers-kaserne
  - Texel: Korps Mariniers-kaserne
  - Vlissingen: Flådestation, Kaserne for reservestyrker
- Caribien
  - Aruba: Korps Mariniers-kaserne
  - Curaçao: Flådestation og Korps Mariniers-kaserne

Bonaire og Curaçao ligger tæt på Venezuelas kyst, men man har accepteret Venezuelas grænsedragning efter nye oliefund.

## Rangorden

### Officerer
| NATO-rang              | OF-10                                       | OF-9               | OF-8          | OF-7             | OF-6            | OF-5             | OF-4                       | OF-3                          | OF-2                                             | OF-1                         | OF-1                         |
| ---------------------- | ------------------------------------------- | ------------------ | ------------- | ---------------- | --------------- | ---------------- | -------------------------- | ----------------------------- | ------------------------------------------------ | ---------------------------- | ---------------------------- |
| Distinktion            |                                             |                    |               |                  |                 |                  |                            |                               |                                                  |                              |                              |
| Hollandsk rang         | Admiraal (har ikke været i brug siden 1956) | Luitenant-Admiraal | Vice-Admiraal | Schout bij Nacht | Commandeur      | Kapitein ter Zee | Kapitein-luitenant ter Zee | Luitenant ter Zee 1ste klasse | Luitenant ter Zee der 2e klasse oudste categorie | Luitenant ter Zee 2de klasse | Luitenant ter Zee 3de klasse |
| Tilsvarende dansk rang | -                                           | Admiral            | Viceadmiral   | Kontreadmiral    | Flotilleadmiral | Kommandør        | Kommandørkaptajn           | Orlogskaptajn                 | Kaptajnløjtnant                                  | Premierløjtnant              | Løjtnant                     |
|                        |                                             |                    |               |                  |                 |                  |                            |                               |                                                  |                              |                              |

### Sergenter og menige
| Distinktion            |                           |                 |          |           |                         |                        |                            |  |  |  |  |  |
| Hollandsk rang         | Adjudant Onderofficier    | Sergeant-Majoor | Sergeant | Korporaal | Matroos der 1ste Klasse | Matroos der 2de Klasse | Matroos der 3de Klasse     |  |  |  |  |  |
| Tilsvarende dansk rang | Chefsergent Seniorsergent | Oversergent     | Sergent  | Korporal  | Marinespecialist        | Marineoverkonstabel    | Marinekonstabel Marineelev |  |  |  |  |  |